# Enviksbyn
Enviksbyn är en ort i Falu kommun i Dalarnas län, belägen öster om Rönndalen i Envikens socken. Bebyggelsen avgränsades före 2015 av en separat småort men ingår därefter i tätorten Enviken.
I byn ligger Envikens gamla kyrka.